# Fontanès (Gard)
Fontanès ist eine französische Gemeinde mit 688 Einwohnern (Stand: 1. Januar 2022) im Département Gard in der Region Okzitanien. Sie gehört zum Arrondissement Nîmes und zum Kanton Calvisson. Die Einwohner werden Fontanois genannt.

## Geografie
Fontanès liegt etwa 21 Kilometer westlich von Nîmes und etwa 29 Kilometer nordnordöstlich von Montpellier. Im Nordwesten begrenzt der Vidourle die Gemeinde. Umgeben wird Fontanès von den Nachbargemeinden Vic-le-Fesq im Nordwesten und Norden, Combas im Norden und Nordosten, Souvignargues im Osten und Südosten, Villevieille im Süden, Salinelles im Südwesten sowie Lecques im Westen.

## Bevölkerungsentwicklung
| Jahr                       | 1962 | 1968 | 1975 | 1982 | 1990 | 1999 | 2006 | 2013 |
| -------------------------- | ---- | ---- | ---- | ---- | ---- | ---- | ---- | ---- |
| Einwohner                  | 383  | 334  | 326  | 390  | 436  | 492  | 606  | 660  |
| Quellen: Cassini und INSEE |      |      |      |      |      |      |      |      |

## Sehenswürdigkeiten
- Protestantische Kirche, neoklassizistischer Bau aus der Mitte des 19. Jahrhunderts
- Katholische Kirche Saint-Martin, im 19. Jahrhundert wieder errichtet
- Wegekreuze

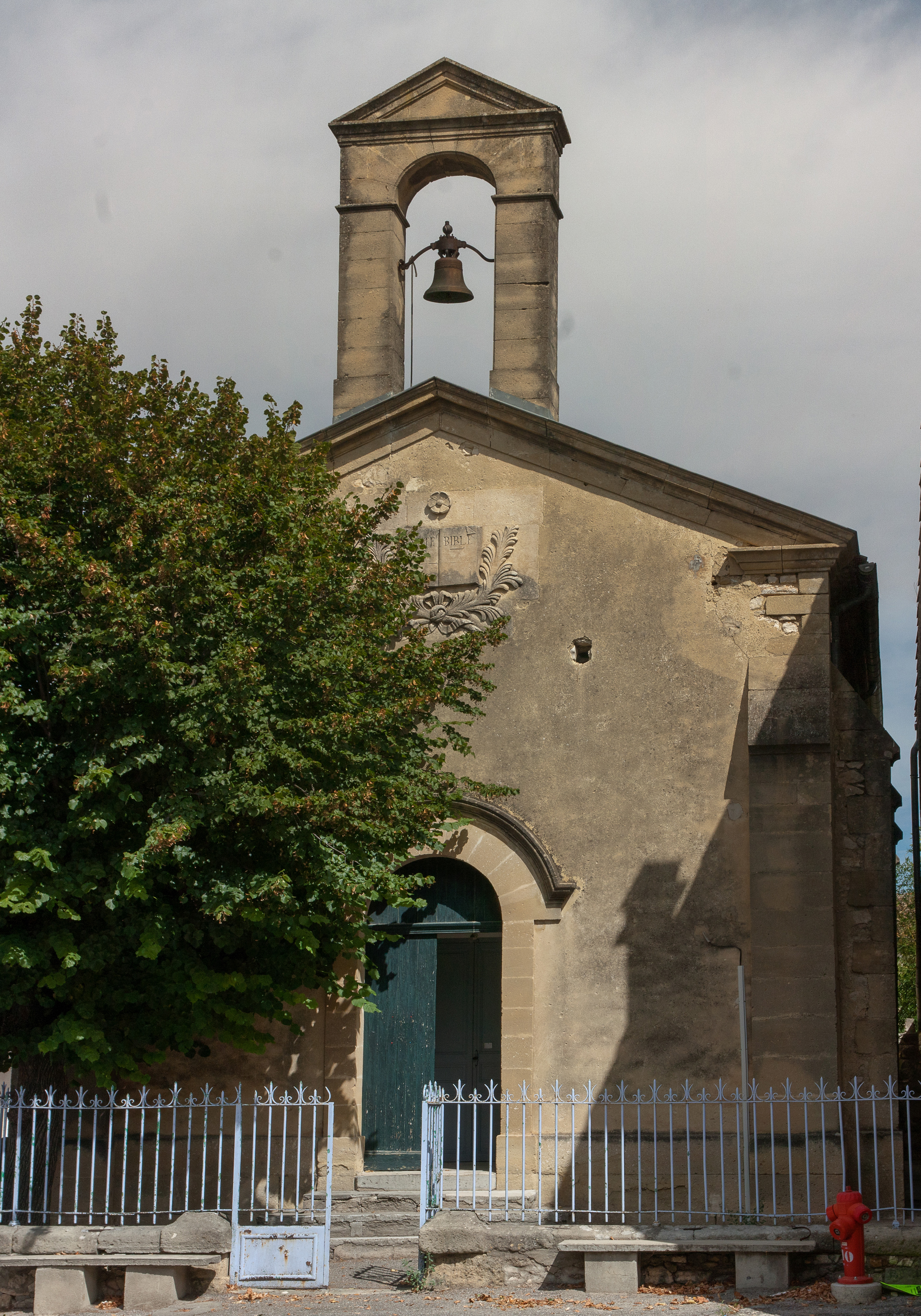
Protestantische Kirche
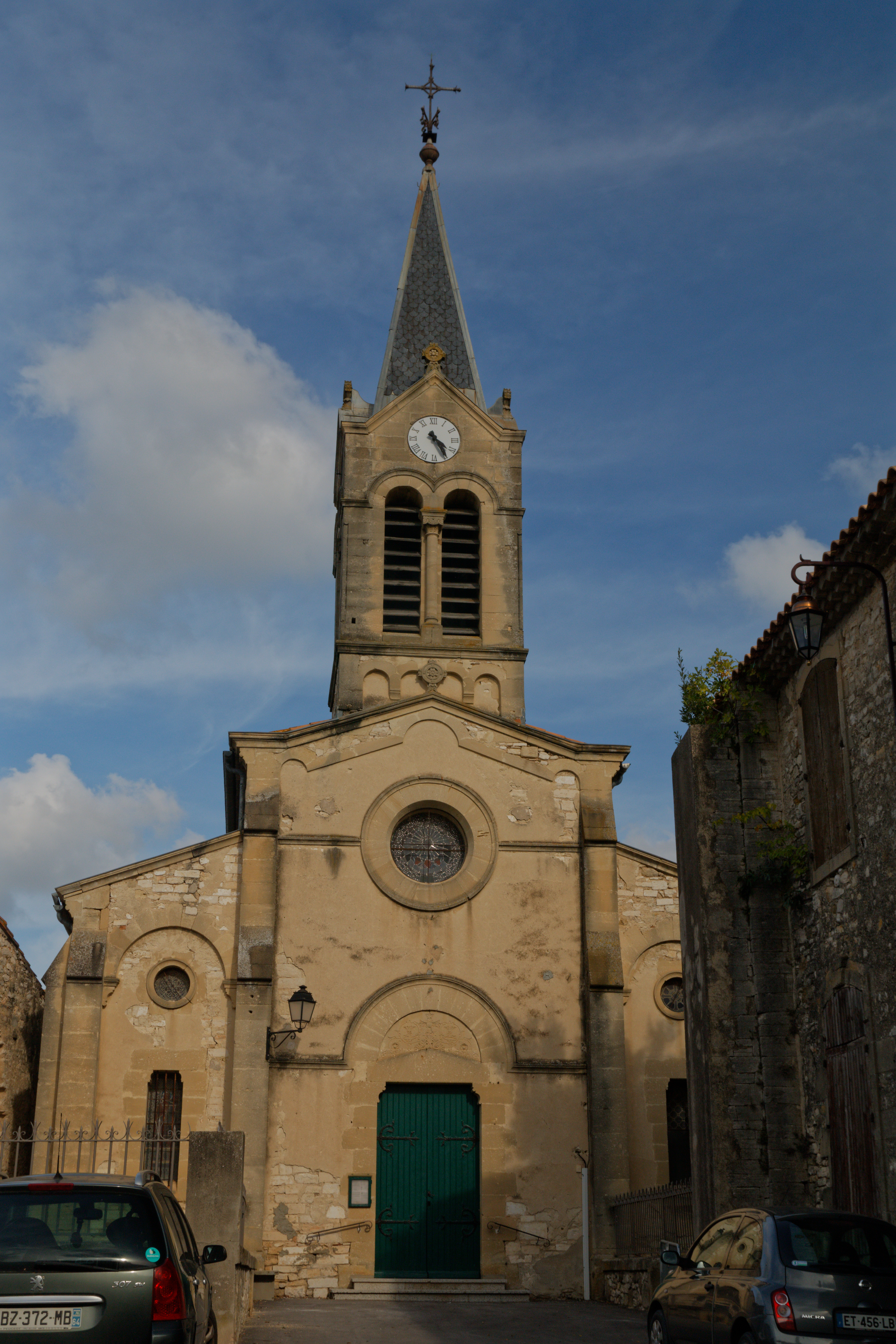
Kirche Saint-Martin
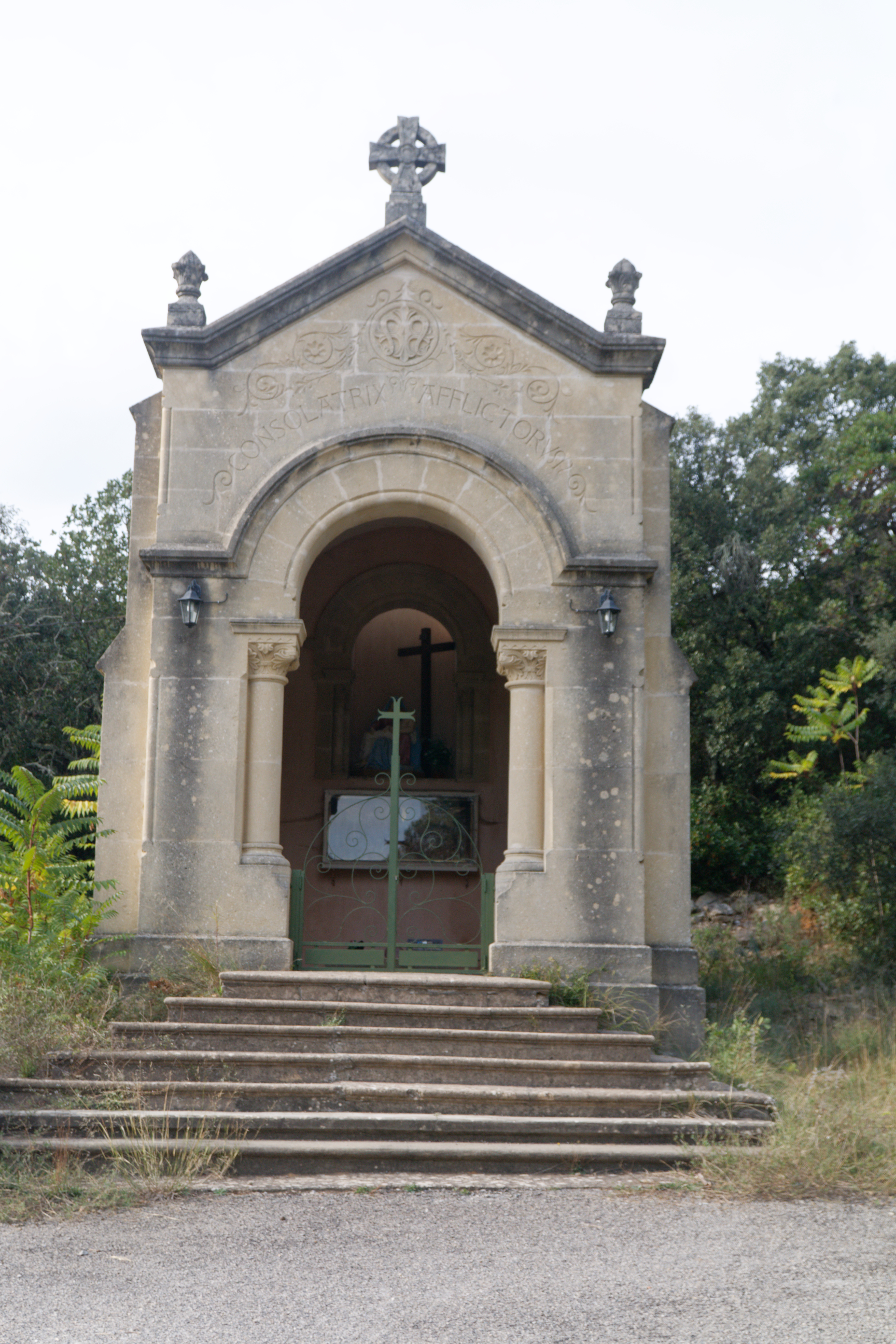
Heiligtum Unserer Lieben Frau der Hoffnung von Prime Conbe
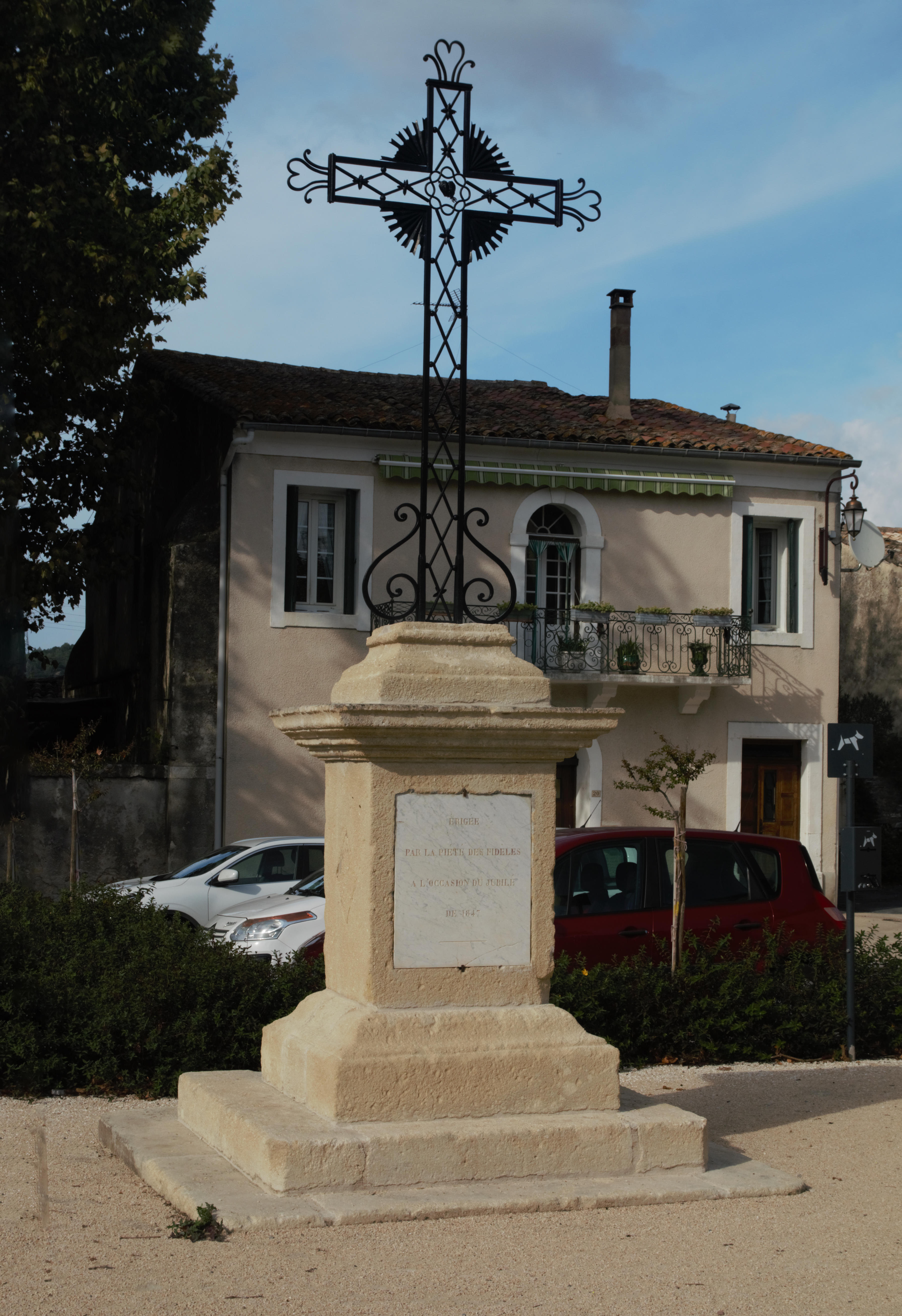
Jubiläumskreuz